# Since Then
Since Then (en español: Desde entonces) es el tercer y último álbum de estudio lanzado por Ian Pooley con la discográfica V2 Records en agosto del año 2000.

## Lista de canciones
1. «Coração Tambor» (Intro) - 2:55.
2. «Venasque» - 4:32
3. «Since Then» - 5:25.
4. «Bay Of Plenty» - 6:26.
5. «Coração Tambor» - 5:54.
6. «Balmes» - 6:50.
7. «Visions» - 6:05.
8. «Menino Brincadeira» - 4:02.
9. «900 Degrees» - 6:13.
10. «Sundowner» - 7:29.
11. «Cloud Patterns» - 13:52.